# Économie du travail
 (juin 2010).
L'économie du travail est une branche de l'économie appliquée à l'analyse du marché du travail et de la société.

## Cadre théorique

### Approche macroéconomique

#### Analyse néoclassique
Sur le marché du travail, la confrontation de l’offre et de la demande conduit à déterminer deux grandeurs : le salaire et le niveau d’emploi. La théorie néo-classique utilise ce mécanisme de marché pour démontrer que le chômage ne peut être durable. Il suffit en effet de diminuer les salaires pour que la demande de travail des entreprises s’accroisse et fasse disparaître le chômage. Le salaire, qui est la variable stratégique, permet la réalisation de l’équilibre. Cependant de multiples rigidités (intervention des syndicats ou des entreprises monopolistiques par exemple), influencent les salaires (réels) qui s’éloignent du niveau d’équilibre, créant ce faisant un sous-emploi qui peut être important et durable[réf. souhaitée].

#### Analyse keynésienne
Les économistes keynésiens ont contesté le mécanisme du marché car une baisse des salaires réduit le pouvoir d'achat des travailleurs et donc la demande des biens et services qui s’adresse aux entreprises, ces dernières ne seraient plus incitées à embaucher pour accroître leur production en bien et services. Les keynésiens affirment qu’il n’existe pas un véritable marché du travail car les quantités de travail demandées par les entreprises ne sont pas liées à court terme au prix du travail (à savoir le salaire), mais au niveau de la demande effective c'est-à-dire au niveau des ventes attendues par les entreprises[réf. souhaitée].

### Approches microéconomiques

#### Analyse néoclassique en concurrence parfaite
Dans l'analyse néo-classique du marché du travail, l'offre de travail est constituée par les ménages qui font un arbitrage entre le travail et le loisir. La courbe d'offre de travail associe à chaque taux de salaire la quantité d'heures maximum qu'un travailleur est prêt à offrir aux employeurs pour une période de temps donnée.
La demande de travail est le résultat d'un calcul de maximisation de la fonction de profit du producteur.
L'équilibre sur le marché du travail est alors défini comme le point où la courbe d'offre agrégée rencontre la courbe de demande agrégée.

## Thèmes

### Rendements de l'éducation sur le marché du travail
Depuis les travaux de Gary Becker sur le capital humain et de Michael Spence sur la théorie du signal, de nombreux travaux empiriques cherchent, à la suite du travail pionnier de Jacob Mincer à estimer les rendements privés de l'éducation et de l'expérience sur le marché du travail.

### Discriminations sur le marché du travail
Gary Becker a appliqué la microéconomie pour comprendre les phénomènes de discrimination sur le marché du travail (Becker 1971).
Empiriquement, la méthode de la décomposition de Blinder-Oaxaca permet de mesurer la part de la différence de salaires entre deux groupes qui n'est pas explicable par des facteurs observables comme le niveau d'éducation ou le nombre d'années d'expérience.

### Effet du salaire minimum
L'analyse néo-classique du marché du travail en concurrence parfaite laisse penser qu'une hausse du salaire minimum a pour conséquence d'exclure du marché du travail les personnes dont la productivité est inférieure au salaire minimum.
En 1994, les économistes David Card et Alan Krueger ont publié une étude empirique qui remet en question cette évidence. Leur étude compare l'évolution de l'emploi dans le secteur des fast food dans l'état du New Jersey et en Pensylvannie avant et après la hausse du salaire minimum dans le premier état en utilisant la méthode des doubles différences. Les auteurs montrent que la hausse du salaire minimum n'a pas eu d'effet négatif sur l'emploi.

### Effet de l'immigration
Plusieurs travaux cherchent à mesurer l'effet de l'immigration sur le marché du travail. En 1990, David Card utilise l'expérience historique de l'exode de Mariel comme une expérience naturelle pour mesurer l'effet d'une arrivée massif de travailleurs sur le marché du travail à Miami. Son étude montre qu'il n'y a pas d'augmentation du taux de chômage lié à l'arrivée des travailleurs cubains.

## Revues spécialisées
- Journal of Labor Economics
- Labour Economics

## Sociétés savantes
- Society of Labor Economists (de)